# Knives Out
"Knives Out" är en låt av det brittiska bandet Radiohead, utgiven på albumet Amnesiac 2001. Den släpptes som singel den 5 augusti 2001.

## Låtlista
CD1 (Storbritannien) (CDFHEIS 45103) / 12" (12FHEIT 45103)
1. "Knives Out" – 4:17
2. "Cuttooth" – 5:24
3. "Life in a Glasshouse" (full length version) – 5:06

CD2 (Storbritannien) (CDFHEIT 45103)
1. "Knives Out" – 4:17
2. "Worrywort" – 4:37
3. "Fog" – 4:05

CD (Europa/Australien) (7243 8 79760 2 3)
1. "Knives Out" – 4:17
2. "Worrywort" – 4:37
3. "Fog" – 4:04
4. "Life in a Glasshouse" (full length version) – 5:06

|
CD (USA) (C2 7243 8 77668 0 8)
1. "Knives Out" – 4:17
2. "Cuttooth" – 5:24
3. "Life in a Glasshouse" (full length version) – 5:06
4. "Pyramid Song" (enhanced video) – 5:05

CD (Japan) (TOCP-65871)
1. "Knives Out" – 4:17
2. "Cuttooth" – 5:25
3. "Worrywort" – 4:37
4. "Fog" – 4:05
5. "Life in a Glasshouse" (full length version) – 5:06